# Droit sami
Le droit sami est la manière des Samis d'orchestrer la vie en société selon les principes de leur vision du monde. Il n'existe pas un droit sami monolithique, mais plutôt une grande diversité de pratiques juridiques autochtones sami.

## Institutions
La siida (en) joue un rôle important dans le droit sami de l'élevage des rennes.
Il existe des obligations juridiques réciproques entre les communautés sami et les rochers sieidi: les Sami ont la responsabilité de leur apporter des offrandes, tandis que les sieidi doivent donner aux Sami de la chance pour chasser les rennes.
Dans le fjord de Kvænangen, les pêcheurs sami respectent le système mea d'attribution des droits de pêche.

## Méthodologie
Plusieurs juristes ont proposé de s'inspirer de l'approche proposée entre autres par Val Napoleon pour mieux comprendre et pratiquer le droit sami. EN anthropologie, Gro Ween propose d'étudier le droit sami de manière respectueuse.

## Relations avec les systèmes de droit étatique
De la même manière que les Nisga'a au Canada, les Samis ont commencé à faire valoir leur système de droit devant les puissances étatiques au moment où leurs territoires ont été menacés par des projets extractivistes, dans les années 80. Bien que des parlements samis soient entrés en fonction dans chaque état scandinave et en Russie, aucun de ces gouvernements ne reconnaît officiellement les ordres juridiques sami.

### Norvège
Malgré les droits samis en Norvège (no) obtenu au XXe siècle, la relation entre le droit sami et le droit norvégien est encore incertaine,. La jurisprudence Selbu en 2001 a constitué une avancée vers la prise en compte des concepts juridiques sami. Le droit sami, comme l'histoire sami, est peu enseigné dans les établissements norvégiens. Bien qu'il existe des tribunaux de premier degré permettant une application du droit sami depuis 2004 dans le Finnmark, les solutions fondées sur les normes sami sont généralement cassées en appel par les juges norvégiens. Toutefois, selon Tom G. Svensson, on peut parler d'internormativité entre droit sami et norvégien.

### Suède
Les tribunaux suédois n'ont reconnu les pratiques juridiques sami que dans le contexte de l'élevage des rennes, et à condition que ces pratiques soient attestées depuis un temps immémorial. La jurisprudence Girjas de 2020 vient confirmer cet prise en compte du dorit sami en matière d'élevage des rennes.
À certains égards, le droit suédois a exercé une influence transformatrice en ce qui concerne la manière dont la citoyenneté est comprise dans la jurisprudence sami.

### Finlande
La Finlande ne reconnaît pas les systèmes juridiques sami.